# Виндехалль, Чарли
Чарли Рикард Виндехалль (швед. Charlie Rickard Vindehall; род. 8 мая 1996) — шведский футболист, полузащитник клуба «Вернаму».

## Клубная карьера
Начинал заниматься футболом в клубе «Ховсхага», после чего провёл четыре сезона в «Эстере». В марте 2016 года стал игроком «Эльмебуда/Линнерюд». В его составе провёл 20 матчей и забил два гола в третьем шведском дивизионе. В январе 2017 года перешёл в «Реппе», вернувшийся во второй дивизион.
Перед сезоном 2019 года Виндехалль стал игроком «Вернаму». Вместе с ним в 2020 году стал победителем первого шведского дивизиона. По итогам следующего сезона завоевал золото в Суперэттане, в результате чего клуб впервые в своей истории вышел в Алльсвенскан. 3 апреля 2022 года в матче первого тура с «Гётеборгом» дебютировал за клуб в чемпионате Швеции, появившись на поле в середине второго тайма вместо Эрика Брендона.

## Клубная статистика
| Выступление        | Выступление      | Выступление      | Лига | Лига | Кубки | Кубки | Конт. кубки | Конт. кубки | Итого | Итого |
| Клуб               | Лига             | Сезон            | Игры | Голы | Игры  | Голы  | Игры        | Голы        | Игры  | Голы  |
| ------------------ | ---------------- | ---------------- | ---- | ---- | ----- | ----- | ----------- | ----------- | ----- | ----- |
| Эльмебуда/Линнерюд | Дивизион 3       | 2016             | 20   | 2    | 0     | 0     | 0           | 0           | 20    | 2     |
| Эльмебуда/Линнерюд | Итого            | Итого            | 20   | 2    | 0     | 0     | 0           | 0           | 20    | 2     |
| Реппе              | Дивизион 2       | 2017             | 23   | 1    | 0     | 0     | 0           | 0           | 23    | 1     |
| Реппе              | Дивизион 2       | 2018             | 24   | 3    | 0     | 0     | 0           | 0           | 24    | 3     |
| Реппе              | Итого            | Итого            | 47   | 4    | 0     | 0     | 0           | 0           | 47    | 4     |
| Вернаму            | Дивизион 1       | 2019             | 28   | 3    | 4     | 0     | 0           | 0           | 32    | 3     |
| Вернаму            | Дивизион 1       | 2020             | 16   | 1    | 0     | 0     | 0           | 0           | 16    | 1     |
| Вернаму            | Суперэттан       | 2021             | 26   | 1    | 1     | 0     | 0           | 0           | 27    | 1     |
| Вернаму            | Алльсвенскан     | 2022             | 6    | 0    | 2     | 0     | 0           | 0           | 8     | 0     |
| Вернаму            | Итого            | Итого            | 76   | 5    | 7     | 0     | 0           | 0           | 83    | 5     |
| Всего за карьеру   | Всего за карьеру | Всего за карьеру | 143  | 11   | 7     | 0     | 0           | 0           | 150   | 11    |